# Mezipotočí
Mezipotočí (německy Nespoding) je malá vesnice, část obce Kájov v okrese Český Krumlov. Nachází se asi tři kilometry jihozápadně od Kájova. Prochází tudy železniční trať České Budějovice – Černý Kříž. Mezipotočí leží v katastrálním území Novosedly u Kájova o výměře 11,27 km².

## Název
Název vesnice je odvozen od její přírodní polohy. V historických pramenech se objevuje ve tvarech: Mezipotoczie (1312, 1379, 1385, 1398, 1438), Mezypotoczie (1369), in Mezypotoczy (1383), Mezipotoczij (1493 a 1503), „w Mezypotoczi“ (1544) nebo německy Nespotyng (1654) a Nespoding (1789).

## Historie
První písemná zmínka o vesnici pochází z roku 1312.